# Hundeklo

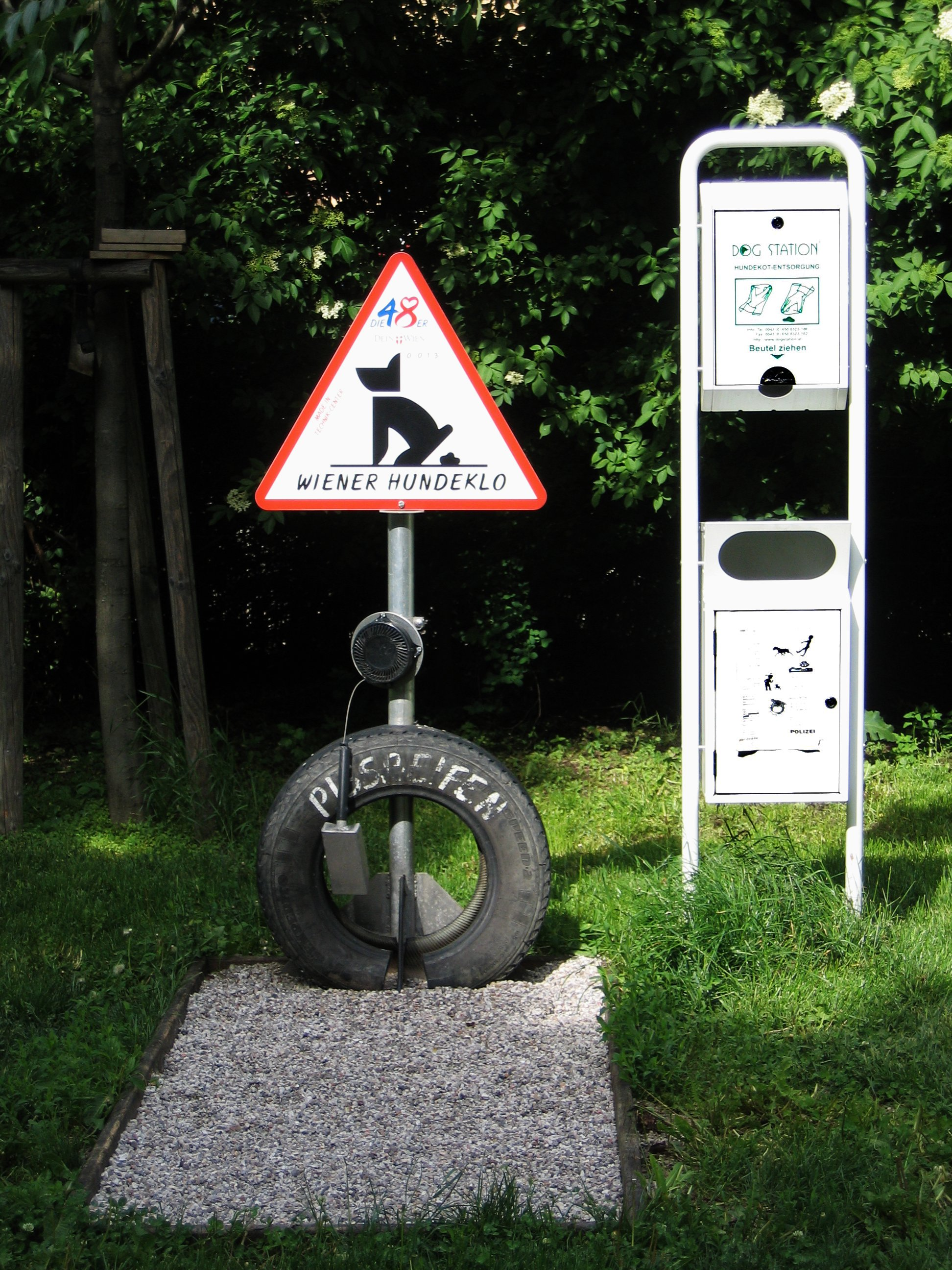
Ein Wiener Hundeklo, in einer Hundezone am Margaretengürtel, daneben ein Hundekotbeutelspender

Als Hundeklo, mancherorts auch Hundetoilette, bezeichnet man spezielle öffentliche Einrichtungen für Hunde, an welchen diese geordnet ihr Geschäft verrichten können, ohne die Umgebung durch Hundekot zu verschmutzen.

## Aufbau
Im Wesentlichen bestehen öffentliche Hundeklos aus den folgenden Komponenten:
- ein großes Kiesbett, gefüllt mit Recylingsplitt, das für das Absetzen des Kots bestimmt ist
- ein Reifen oder ein ähnliches Objekt, das der Hund beim Urinieren markieren kann, sozusagen als Baumersatz. In Wien sind alte Autoreifen (offiziell: „Pissreifen“ [sic]) zu diesem Zweck vorhanden.
- eine Metallschaufel zum Aufnehmen der Exkremente bzw. zum Ebnen des Kiesbettes
- ein Kübel zum Entsorgen der Exkremente
- ein Hundekotbeutelspender zum hygienischen Einpacken der Exkremente.

Mitunter kann es örtliche Variationen geben, manchmal werden auch einzelne Komponenten aus Kostengründen weggelassen oder können sich in Art und Beschaffenheit stark unterscheiden. Es gibt Hersteller, die versuchen, gewisse Standards für Hundeklos zu etablieren. Beispielsweise gibt es die Komponenten Plastiksackspender und Kotkübel für Hundeklos als fertiges Kombiprodukt.

## Vorkommen

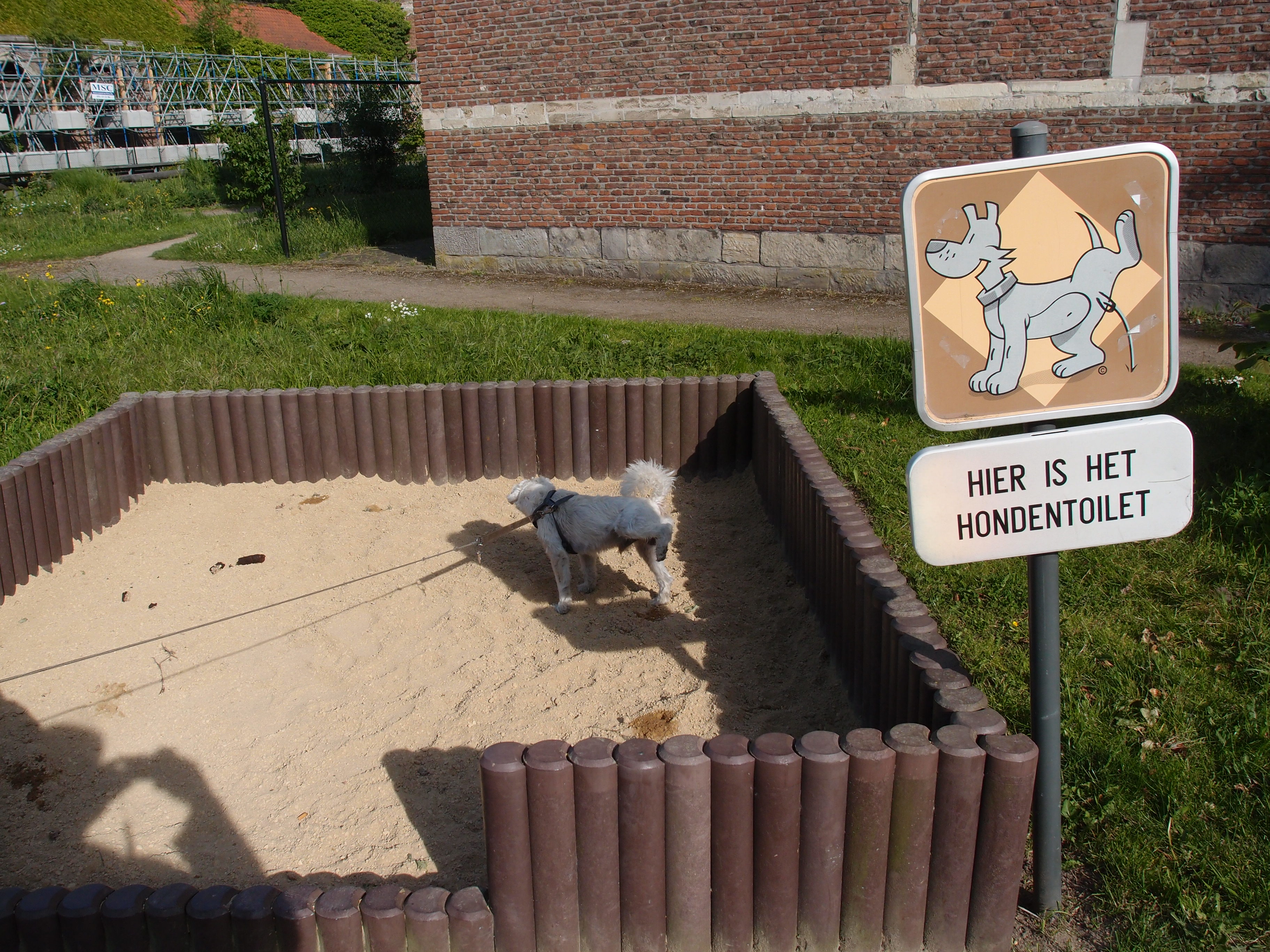
Hundeklo in Gent (Belgien)

Hundeklos sind eine relativ junge Erfindung und noch nicht weit etabliert. Dennoch gibt es bereits seit einiger Zeit Pilotprojekte.
In Wien stehen im Bezirk Margareten bereits seit Mai 2003 zwanzig solcher Einrichtungen flächendeckend zur Verfügung. Bewährt sich dieses Projekt, so ist eine Ausweitung auf das gesamte Wien als nächste Ausbauphase geplant. Dies ist insbesondere notwendig, da Wien im europäischen Vergleich eine hohe Hundepopulation relativ zur Humanpopulation aufweist. Die Stadt Wien versucht dieser Belastung mit der Verteilung von Hundekottüten (sogenannten „Hundekotsackerln“) und dem Ausbau von Hundezonen entgegenzuwirken. Wienweit sind derzeit 143 Hundezonen mit insgesamt 941.932 m² eingerichtet, und 2750 Hundekotsackerlspender wurden aufgestellt. Das Werbesujet der Marketingkampagne zur Bewerbung der Hundekottüten („Nimm ein Sackerl für mein Gackerl“) wurde 2006 als Spruch des Jahres ausgezeichnet.
In den Niederlanden finden sich in praktisch jedem Wohngebiet abgezäunte rechteckige Areale, die als Hundeklo dienen. Etwas Ähnliches ist der Hundeversäuberungsplatz in der Schweiz.

## Instandhaltung
In Wien werden die Hundeklos gemeinsam von der MA 42, Stadtgartenamt, und der MA 48, Abfallwirtschaft, instand gehalten. Mit Instandhaltung ist allerdings nicht die unmittelbare Reinigung der Hundeklos nach Benutzung gemeint, dies ist alleinige Aufgabe der Hundebesitzer. Um die Reinigung zu vereinfachen, stehen ohnehin diverse Hilfen zur Verfügung (siehe oben).